# Мистер Олимпия 1999
Мистер Олимпия 1999 — самое значимое международное соревнование по культуризму, проводимое под эгидой Международной федерации бодибилдинга (англ. International Federation of Bodybuilding, IFBB). Соревнования проходили 23 октября 1999 года в Лас Вегасе, США. Это был тридцать пятый по счёту турнир «Мистер Олимпия». Свой второй титул завоевал Ронни Колеман (США).

## Таблица
Место	Участник	№	Вес	Страна	
- 1	Ронни Колеман	7	117 кг	США
- 2	Флекс Уиллер	9	 	США
- 3	Крис Кормье	5	 	США
- 4	Кевин Леврон	11	 	США
- 5	Шон Рэй	12	 	США
- 6	Нассер Эль Сонбати	3	 	Германия
- 7	Пол Диллет	16	 	Канада
- 8	Ли Прист	13	 	Австралия
- 9	Декстер Джексон	8	 	США
- 10	Милош Сарцев	15	 	Югославия
- 11	Майк Матараццо	4	 	США
- 12	Эрни Тейлор	14	 	Англия
- 13	Павол Яблоницкий	1	 	Чехия
- 14	Джей Катлер	2	 	США
- 15	Жан Пьер Фукс	6	 	Швейцария
- отказ	Портер Котрелл	 	 	США
- 12
- дисквал.	Маркус Рюль	10	 	Германия